# Pierre Brossolette
Pierre Brossolette ps. Pedro, Bourgat, Paul Boutet, Philippe Baron, Paul Briant, Philippe Bernier, Brumaire, Polydor (ur. 25 czerwca 1903 w Paryżu, zm. 22 marca 1944 tamże) – francuski dziennikarz i działacz socjalistyczny, oficer wywiadu i bojownik Ruchu Oporu podczas II wojny światowej.

## Życiorys
Pierre Brossolette pochodził z Paryża, gdzie w 1925 ukończył szkołę wyższą odbywając jednocześnie służbę wojskową w 158 Pułku Piechoty. W drugiej połowie lat 20. zapisał się do Ligi Praw Człowieka oraz Międzynarodowej Ligi Przeciw Rasizmowi i Antysemityzmowi. Przyjęto go również do Wielkiej Loży Francji, a w 1929 wstąpił do Francuskiej Sekcji Międzynarodówki Robotniczej (należał do frakcji „bitwy socjalistycznej”, którą przewodził Marceau Pivert). W latach 30. pracował jako dziennikarz w „Notre Temps”, „L'Europe Nouvelle” oraz w wydawnictwie gazety partyjnej „Le Populaire”. Przed wybuchem wojny pracował także w Radio Paris PTT, lecz sprzeciwiając się otwarcie na antenie paktowi monachijskiemu został zwolniony z niego w 1939.
Jeszcze przed wybuchem II wojny światowej, jako oficer rezerwy, został 23 sierpnia 1939 powołany do służby w 5 Pułku Piechoty Liniowej. Wyróżnił się podczas I bitwy o Francję. m.in. przez ocalenie w trakcie odwrotu wszystkich swoich podkomendnych. Po 22 czerwca 1940 nie pogodził się z okupacją Francji i powstaniem kolaboracyjnego rządu w wolnej strefie, wstąpił do siatki Muzeum Człowieka Ruchu Oporu, na której czele stał min. Jean Cassou. Po likwidacji siatki Brossolette przystąpił do zorganizowanego przez płk. Gilberta Renault ps. „Rémy” bractwa Notre-Dame (Confrérie Notre-Dame), w której został szefem działu prasowego i propagandowego. Nawiązał również kontakty z Organizacją Cywilną i Wojskową (Organization civile et militaire) oraz Wyzwolenie-Północ (Liberation-Nord).
27 kwietnia 1942 przedostał się do Londynu celem przedstawienia raportu z działalności podziemia przewodniczącemu Komitetu Wolnej Francji gen. Charles’owi de Gaulle’owi. W Siłach Wolnych Francuzów otrzymał awans na majora i przydział do Centralnego Biura Informacji i Dywersji (wywiad Wolnej Francji), w którym został szefem sekcji operacyjnej mającej za zadanie koordynacje działań Ruchu Oporu z planami Aliantów. 4 czerwca został przerzucony w misji sekcji RF Kierownictwa Operacji Specjalnych w rejonie Chalon-sur-Saône razem z szefem francuskiego wywiadu płk André Dewavrinem ps. „Passy”. Podobnie jak skierowany do strefy południowej Jean Moulin ps. „Rex” miał za zadanie zjednoczyć Ruch Oporu oraz podporządkować go władzom Francji na obczyźnie i w koloniach. 
Działania zjednoczeniowe, w których brał udział mjr Pierre Brossolette, doprowadziły do powstania 1 lutego 1944 Francuskich Sił Wewnętrznych, jednolitej organizacji łączącej wszystkie organizacje zbrojne różnych nurtów politycznych. Dwa dni później został aresztowany przez Gestapo razem z przewodniczącym Krajowej Rady Oporu (zorganizowany w 1943 przez Moulina organ koordynujący działania stronnictw politycznych w okupowanej Francji) Émilem Bollaertem w czasie próby przedostania się do Wielkiej Brytanii (zadenuncjował ich konfident René Hardy). Początkowo przewieziony do więzienia Jacques-Cartier w Rennes. 16 marca został rozpoznany przez SS-Hstuf Ernsta Misselwitza z Paryża i przewieziony do stolicy Francji. Poddany brutalnemu przesłuchaniu, w obawie przed załamaniem się, wyskoczył z okna na piątym piętrze gmachu przy 84 Avenue Foch 22 marca 1944. Przewieziony do szpitala Salpêtrière zmarł ok. godziny 22.
Pierwszy pogrzeb Pierre’a Brossolette odbył się 24 marca 1944 na Père-Lachaise. W maju 2015 jego skremowane zwłoki spoczęły w Panteonie.

## Życie prywatne
Jego rodzicami byli Jeanne i Léon Brossolette, inspektor szkolnictwa podstawowego w Paryżu i obrońca edukacji świeckiej. Dziadkiem ze strony matki był Francisque Vial (1869-1940), zasłużony działacz pedagogiczny i weteran I wojny światowej. 
Podczas odbywania służby wojskowej, w 1926, ożenił się z Gilberte Bruel (1905-2004), która po wojnie zasiadała w Senacie Republiki Francuskiej. Mieli dwoje dzieci: Anne i Claude'a. 

## Awanse
- podporucznik – 1925
- porucznik – 1939
- kapitan – marzec 1940
- major – 1942

## Odznaczenia
- Kawaler Legii Honorowej – 19 kwietnia 1945 (pośmiertnie)
- Order Wyzwolenia – 17 października 1942[2]
- dwukrotnie Krzyż Wojenny 1939 – 11 lipca 1940 (brązowa gwiazda) i 25 maja 1943 (palma)
- Medal Francuskiego Oporu z Rozetą – 6 kwietnia 1943
- Francuski Medal Pamiątkowy Wojny 1939–1945 – okucia „Francja” i Wyzwolenie (pośmiertnie)